# Farkas István (újságíró)
Farkas István (Turócszentmárton, 1900. május 18. – Szentgyörgy, 1975. december 23.) író, újságíró, műfordító, polgári iskolai tanár.

## Élete
príčinlivý priekopník slovensko-maďarského literárného zblíženia - a szlovák-magyar irodalmi közeledés igyekvő úttörője (Andrej Mráz Slovenský denník 1928. március 14.)
Édesanyja Siposs Erzsébet (1942) magyar írónő volt, fiatalkorában a Divatbazárba írt. Szülővárosában szomszédjuk Svetozár Hurban Vajanský volt. Még gyerekkorában előbb Csornára, majd Sopronba költöztek. Előbb a Sopron-belvárosi Római Katolikus Elemi Fiúiskola tanulója, majd Felsőpulyán, Pécsett és Léván tanult. Apja korai halála után Léván éltek. Az első világháborúban 1917-ben a román fronton szolgált, majd aktívan részt vett a Pálmay-csoport Garam menti harcaiban.
Az 1922-ben elküldték Panyidarócról, majd Jelsőcön, Galántán és Ipolyságon tanított. Lapokat is szerkesztett, például 1929–1934 között A Hét, 1934–1937 között a Magyar Család című lapot. Az első bécsi döntés után Nagykanizsán tanított. A második világháború végét Ausztriában érte meg.
Előbb segédszerkesztője volt a Lévai Őrálló című lapnak. Írói pályafutását a haladó Kassai Napló hasábjain kezdte elbeszélésekkel és cikkekkel, a Figyelő irodalmi hetilap munkatársa is volt. Elsősorban novellákat írt, de megpróbálkozott a regénnyel és a drámával is. A szlovák–magyar kapcsolatok ápolása terén jelentős munkát fejtett ki. A Slovenské smery, Slovenské pohľady és Elán lapokban folyamatosan ismertette a magyar irodalmat, illetve a Magyar Minerva, Magyar Írás, a Válasz és a Láthatár című folyóiratokban pedig a szlovák irodalmat. A második világháború után sokáig nem publikálhatott. Több mint ezer oldalas regényes visszaemlékezése (Négy haza polgára) kéziratban maradt. Élete végén doktori címet szerzett. Szívinfarktusban hunyt el. Léván, édesanyja sírjában nyugszik.
Martin Kukučín első magyar fordítója. 1923-ban Simándy Pál (Gombos Ferenc), Darkó István, Győry Dezső (Wallentinyi) és Komlós Aladár mellett a Madách Kör alapító tagja.

## Művei
- 1922 Fehér galamb (népszínmű)
- 1924 Hronský: „Karácsonyest az őrházban”. Kassai Napló (fordítás)
- 1925 Tizenhétben (novellák)[6]
- 1926 Lelkek feltámadása (regény)[7]
- 1927 Egyszerű történetek (elbeszélés)
- 1928 Szlovák prózai antológia. Ipolyság[8]
- 1928 Rozpomienky na Kukučína. Slovenské pohľady
- 1932 Csodálatos vakáció (ifjúsági regény)
- 1935 A Petúr-ház (fordítás Kukučín: Dom v stráni - Ház a hegyoldalban)
- 1936 Olvasókönyv a csehszlovák köztársaságbeli magyar tannyelvű Polgári iskolák számára 3. Praha – Prešov
- Olvasókönyv a Csehszlovák Köztársaságbeli magyar tannyelvű polgári iskolák számára 4
- 1941 Kanizsai ősz. Nagykanizsa
- 1957 In: Martin Kukučín v kritike a v spomienkach. Bratislava
- 1968 Évtizedek visszahívnak. Irodalmi Szemle 1968/4
- 1970 A csillaglámpás. Irodalmi Szemle 1970/3
- 1970 Egy hét a „felkentek" között. Irodalmi Szemle 1970/6
- 1971 Egy fordító visszaemlékezései. A Hét 16/10, 10 (1971. március 12.)
- 1972 Májusban szabadultunk. Irodalmi Szemle 1972/5
- 1973 Fél évszázad kedves emlékei. Irodalmi Szemle 1973/4
- 1974 „Magyar írók Irodalmi Társasága”. Irodalmi Szemle 1974/4
- 1975 Találkozásaim az irodalommal. Irodalmi Szemle 1975/6